# Wicehrabia Taaffe

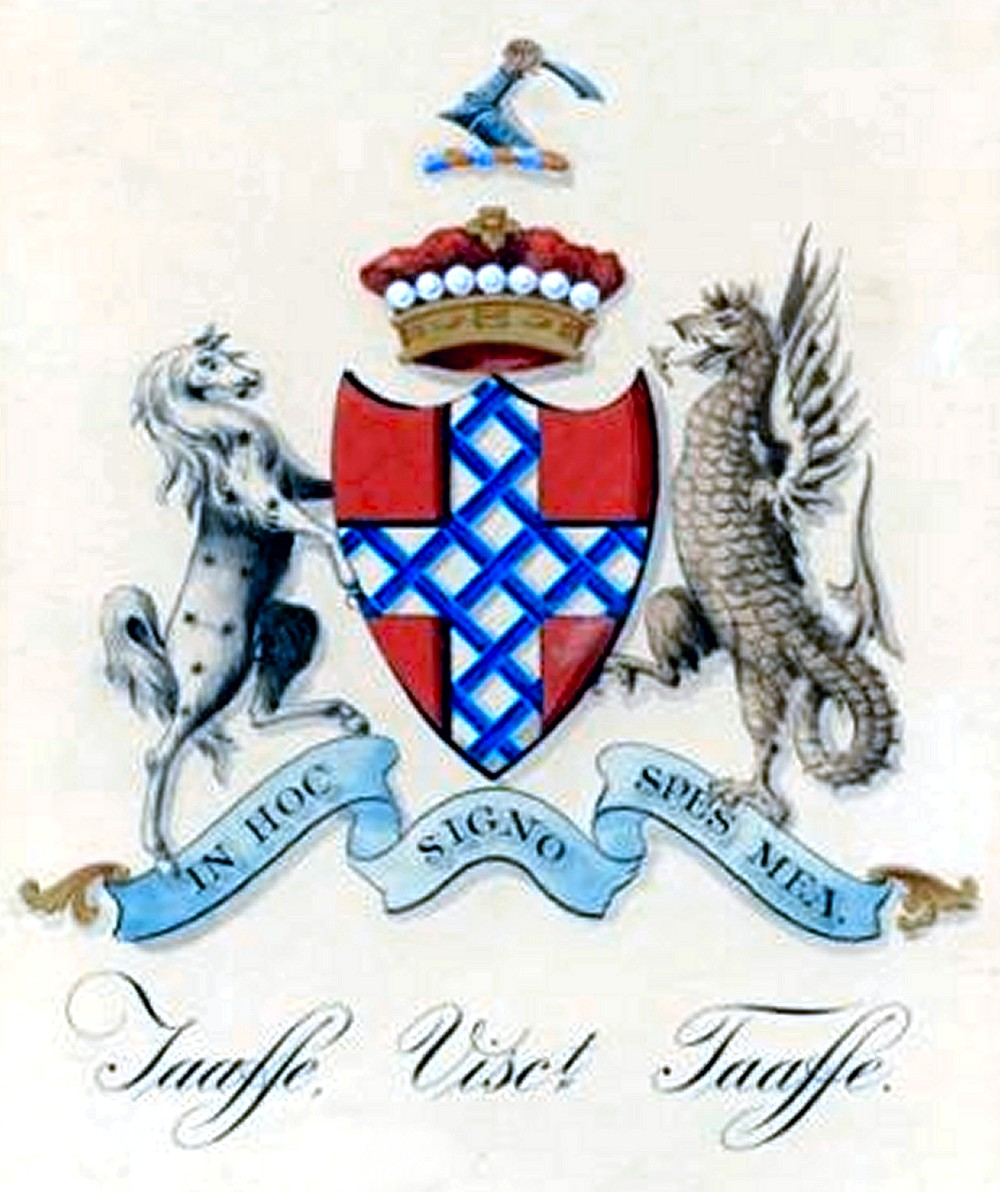
Herb rodziny Taaffe

Wicehrabia Taaffe (ang. Viscount Taaffe) – tytuł szlachecki nadany irlandzkiemu rodowi Taaffe w 1628 roku w angielskim systemie tytularnym (zobacz: par (tytuł brytyjski)). W latach 1661–1738 wicehrabowie tytułowali się równocześnie jako Earls of Carlingford.
Taaffowie byli od XIII wieku jedną z czołowych rodzin irlandzkich. Pierwszym Wicehrabią został Sir John Taaffe w 1628. Czwarty Wicehrabia Francis Taaffe studiował w Ołomuńcu na tamtejszym uniwersytecie. Odtąd przedstawiciele tego rodu zamieszkiwali głównie na obszarze Świętego Cesarstwa Rzymskiego, gdzie tytułowali się jako Graf von Taaffe. Ród ten w XVIII wieku nabył m.in. liczne majątki na Śląsku Cieszyńskim pomiędzy Ostrawą a Frysztatem. Tytuł ten został unieważniony po I wojnie światowej. Ostatni przedstawiciel rodu zmarł w 1967.

## Wicehrabowie Taaffee
- John Taaffe, 1. Wicehrabia Taaffe (zmarły przed 1641/2)
- Theobald Taaffe, 1. Earl Carlingford, 2. Wicehrabia Taaffe (zmarły 1677)
- Nicholas Taaffe, 2. Earl Carlingford, 3. Wicehrabia Taaffe (zmarły 1690)
- Francis Taaffe, 3. Earl Carlingford, 4. Wicehrabia Taaffe (1639–1704), syn 1. Earla
- Theobald Taaffe, 4. Earl Carlingford, 5. Wicehrabia Taaffe (zmarły 1738), wnuk 1. Earla; wraz z jego śmiercią ustąpił tytuł Earla
- Nicholas Graf von Taaffe, 6. Wicehrabia Taaffe (ok. 1685–1769), prawnuk 1. Wicehrabiego
- Rudolph Graf von Taaffe, 7. Wicehrabia Taaffe (1762–1830), wnuk 6. Wicehrabiego
- Francis John Charles Joseph Rudolph Graf von Taaffe, 8. Wicehrabia Taaffe (1788–1849)
- Louis Patrick John Graf von Taaffe, 9. Wicehrabia Taaffe (1791 –1855), syn 7. Wicehrabiego
- Charles Rudolph Francis Joseph Clement Graf von Taaffe, 10. Wicehrabia Taaffe (1823–1873)
- Eduard Graf von Taaffe, 11. Wicehrabia Taaffe (1833–1895), syn 9. Wicehrabiego
- Heinrich Graf von Taaffe, 12. Wicehrabia Taaffe (1872–1928), któremu tytuł unieważniono w 1919